# Velká tiranská mešita
Velká tiranská mešita, zvaná také Mešita Namazgah (albánsky Xhamia e Madhe e Tiranës nebo Xhamia e Namazgjasë) je rozestavěná mešita v albánském hlavním městě Tiraně. 
Hlavní modlitebnou tiranských muslimů byla Mešita Sulejmana Paši, zničená za druhé světové války. Nebyla obnovena, protože Enver Hodža vyhlásil Albánii první ateistickou zemí světa a zakázal stavbu náboženských budov. Po pádu komunistického režimu bylo rozhodnuto o vybudování hlavní městské mešity, neboť kapacita existujících tiranských mešit nestačí zájmu věřících a většina bohoslužeb se koná na otevřených prostranstvích. Ke stavbě bylo vybráno modlitební místo Namazgjaja u řeky Lanë, nedaleko sídla albánského parlamentu. V roce 1992 zde položil prezident Sali Beriša základní kámen, avšak vlivný křesťanský politik Pjetër Arbnori zahájení stavby zabránil.
Dohoda mezi Albánským muslimským společenstvím  a tiranským magistrátem o vybudování mešity byla uzavřena na mawlid roku 2013. Slavnostní zahájení stavby proběhlo 13. května 2015 za účasti Bujara Nishaniho a Recepa Tayyipa Erdoğana. Otevření bylo naplánováno na rok 2022, avšak po vypuknutí pandemie covidu-19 bylo odloženo. Cena se odhaduje na 30 000 000 eur, stavbu financuje albánský stát a turecká náboženská organizace Diyanet.
Po dokončení se má stát největší mešitou na Balkánském poloostrově. Pokryje plochu 10 000 m², bude mít čtyři minarety o výšce 50 m a centrální kopuli vysokou 30 m. Kapacita mešity by měla dosáhnout 4 500 věřících.
Stavba této mešity je kritizována jako projev Erdoganovy politiky neoosmanismu.